# Flammkuchen

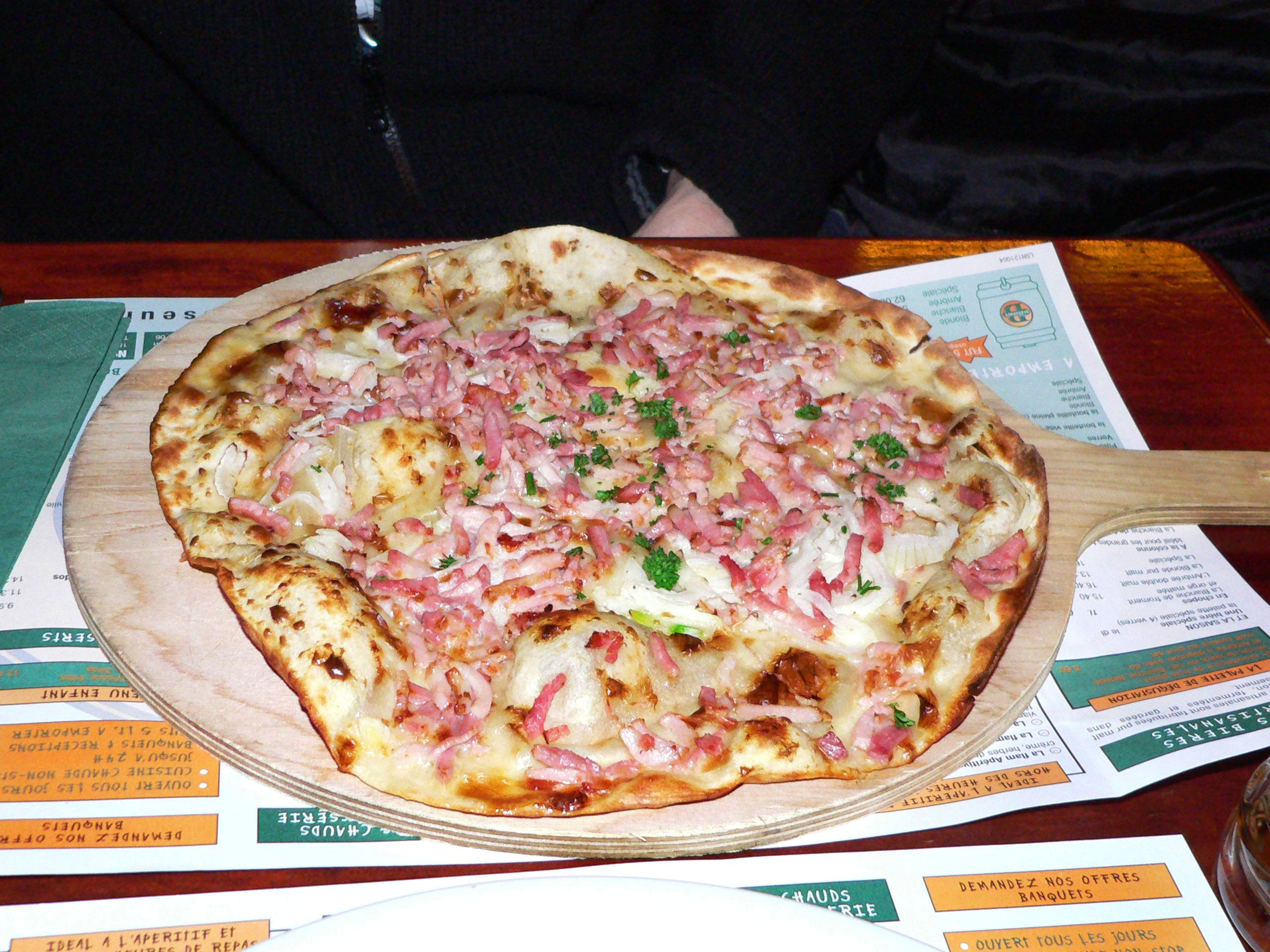
Flammkuchen mit Zwiebeln und Speck

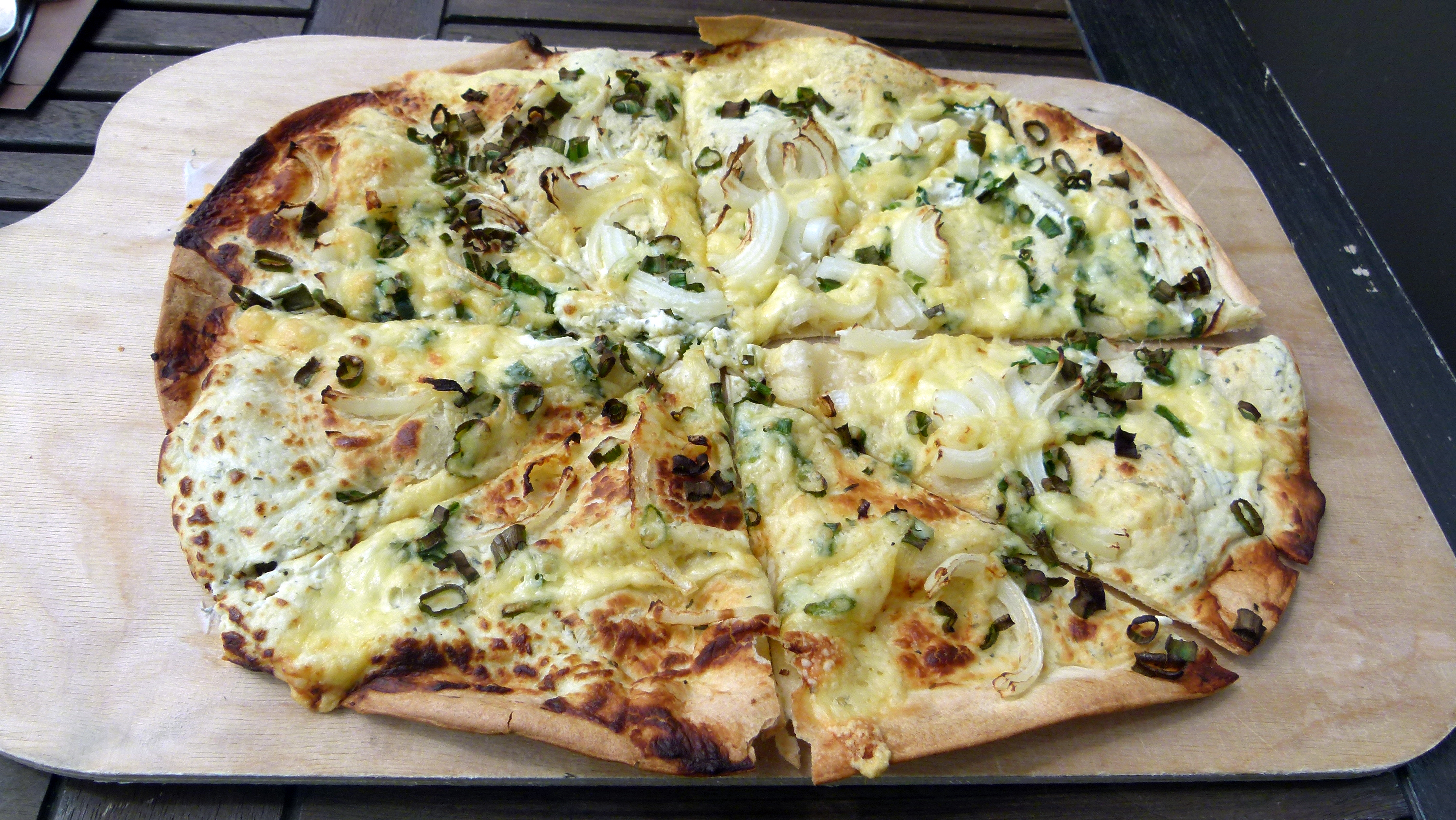
Elsässer Flammkuchen mit Schmand, Lauch und Zwiebeln

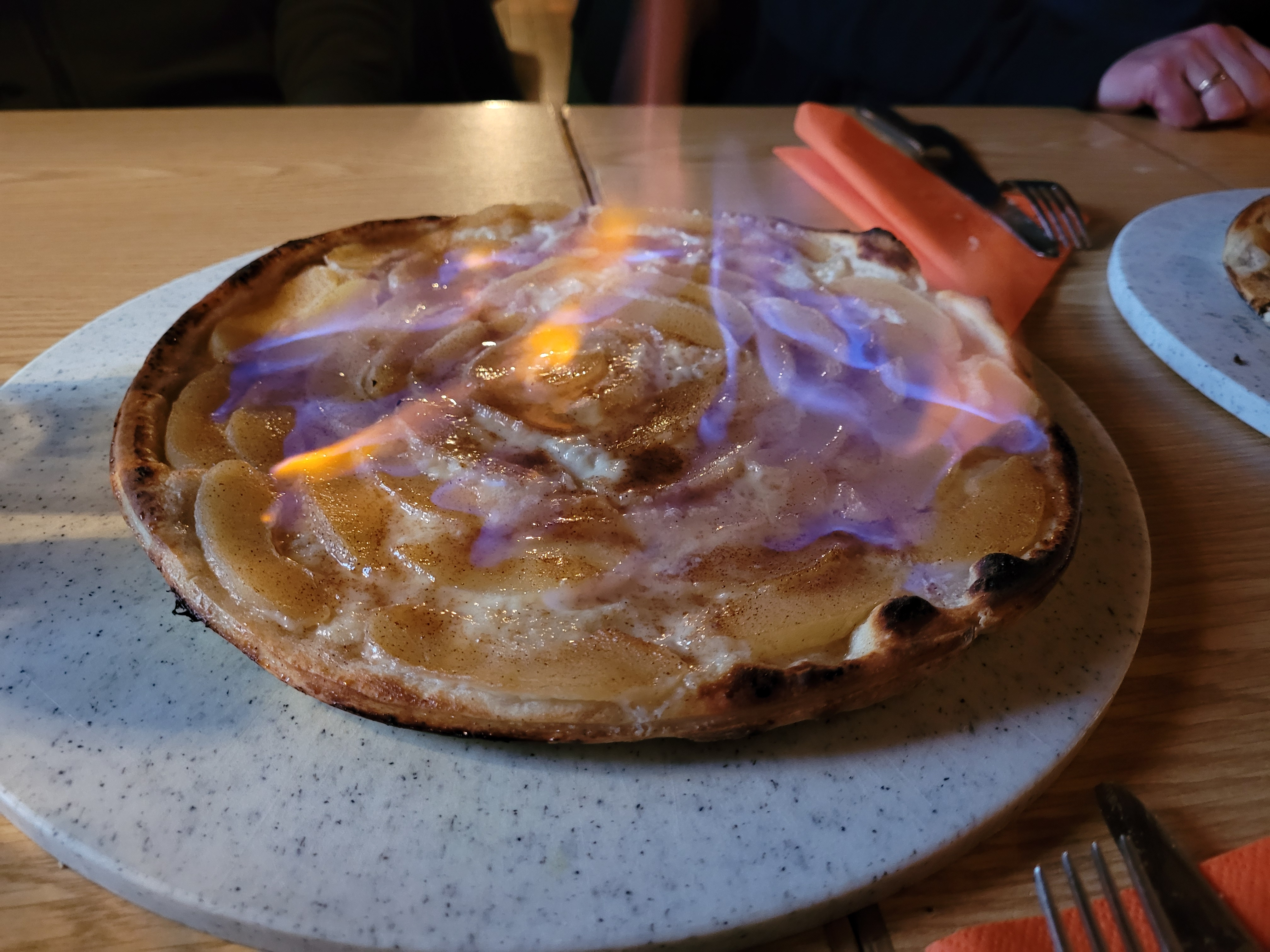
Süßer, flambierter Apfel-Flammkuchen

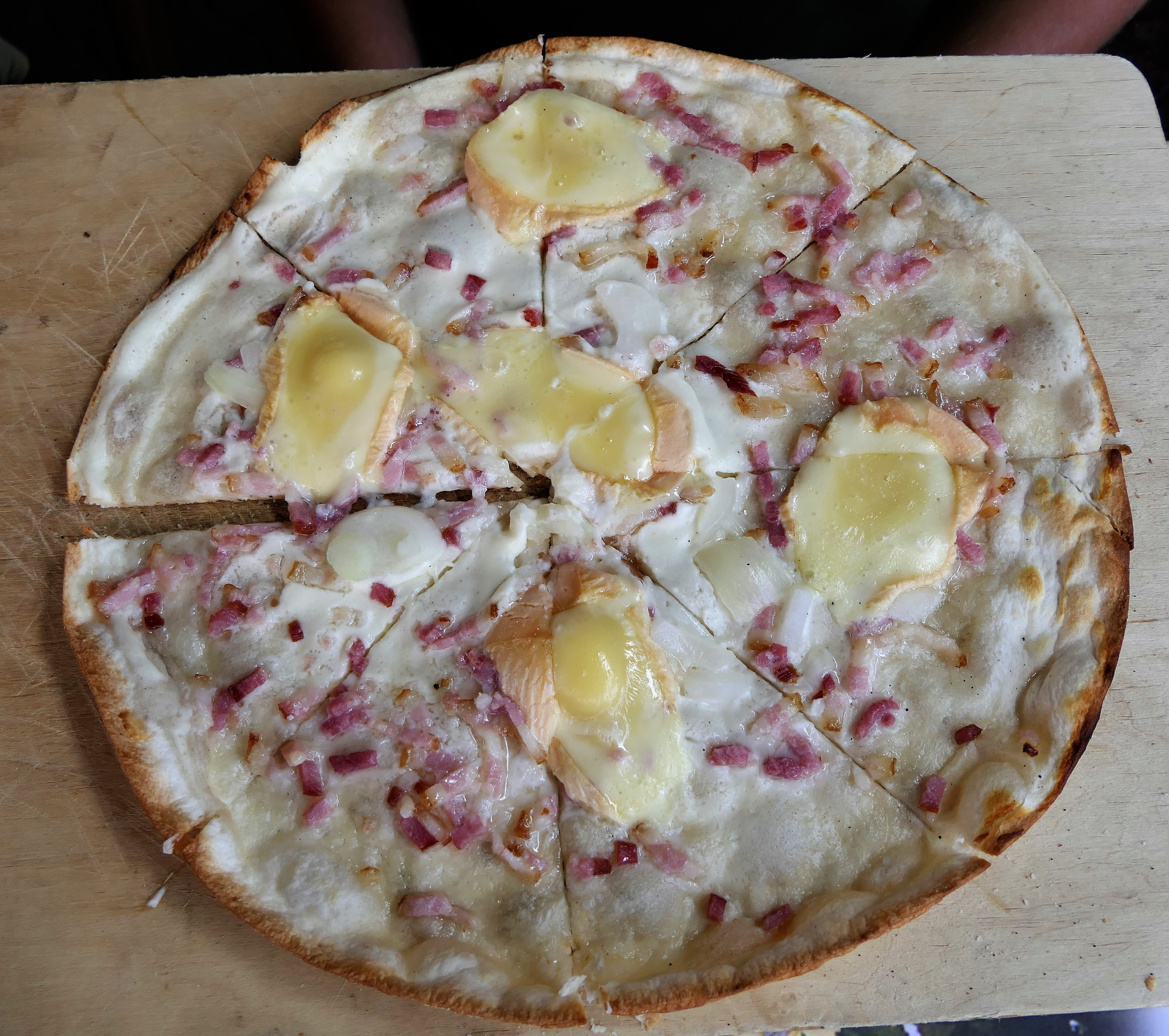
Elsässer Flammkuchen mit Munsterkäse

Flammkuchen (alemannisch inkl. elsässisch Flammekueche oder Flammwaie; lothringisch Flammkuche; französisch tarte flambée ‚flambierter Kuchen‘) ist eine Spezialität aus dem Elsass sowie der benachbarten Regionen Lothringen, Saarland, Pfalz und Baden.
Grundlage des Flammkuchens ist ein sehr dünn ausgerollter Boden aus Brotteig. Der traditionelle Belag besteht aus rohen Zwiebeln, Speck und einer Creme aus Sauerrahm, die nur leicht mit Salz und Pfeffer gewürzt ist. Der so belegte Fladen wird bei starker Hitze für kurze Zeit im Ofen gebacken.
Flammkuchen wurden früher vor dem Brot im Holzbackofen gebacken, um die erste starke Hitze auszunutzen. Sie waren außerdem ein Behelf, um die Temperatur des Ofens einzuschätzen. Wurden sie zu schnell dunkel, musste mit dem Einschießen des Brotes gewartet werden, bis der Ofen etwas abgekühlt war. Falls die Flammkuchen eine längere Backzeit benötigten, musste noch einmal geheizt werden. Der Name „Flammkuchen“ kommt daher, dass die Flammen im Ofen noch nicht vollständig ausgelodert waren, wenn er eingeschoben wurde.

## Regionale Varianten
Eine verbreitete Variante des klassischen Belags ist die süße Version mit Äpfeln oder Birnen und Zimt. Ähnliche Kuchen aus dünn ausgerolltem Mischbrotteig kennt man auch in anderen Regionen. Im Osten Württembergs sind Flammkuchen als Hitzkuchen bekannt und werden mit Kartoffelpüree, Grieben und Zwiebelringen belegt. In Hohenlohe und Franken werden die Kuchen als Blootz oder Blaatz bezeichnet. So nennt man dort teilweise süße Blechkuchen (beispielsweise Zwetschgenblootz). In Teilen von Hessen werden ähnliche Kuchen Ploatz oder auch Bloads genannt. In Oberschwaben heißen herzhaft belegte dünne Fladen Dinnete. Auf den Fildern sind sie kleiner und länglicher und werden Deie genannt.